# Oxyhammus zanguebaricus
Oxyhammus zanguebaricus är en skalbaggsart som beskrevs av Stefan von Breuning 1961. Oxyhammus zanguebaricus ingår i släktet Oxyhammus och familjen långhorningar.
Artens utbredningsområde är Malawi. Inga underarter finns listade i Catalogue of Life.